# The Denver Post
Il Denver Post (in inglese The Denver Post) è un quotidiano statunitense pubblicato a Denver, capitale del Colorado.
È il giornale più venduto in città e fra i cinquanta più diffusi negli interi Stati Uniti (vende circa 255 452 copie alla settimana). Il sito internet affiliato - DenverPost.com - riceve 4,6 milioni di visite mensili.

## Storia
Fondato nel 1892 da William Dean Singleton e Richard Scudder, è parte integrante della società MediaNews (che possiede 61 quotidiani in 13 Stati americani). MediaNews comprò il Denver Post dalla società "Times Mirror Co." alla fine del 1987.

## Redattori
- Arnold Miller
- Robert W. Ritter, 1989–?
- F. Gilman Spencer
- Neil Westergaard
- Dennis A. Britton
- Glenn Guzzo
- Gregory L. Moore, 2002–2016
- Lee Ann Colacioppo, 2016–oggi

## Colonnisti degni di nota
- Woody Paige
- Jim Armstrong – sezione sport
- Thomas Noel – storia locale
- Mike Rosen – attualità
- David Harsanyi

## Premi

### Premi Pulitzer
- 1964: Premio Pulitzer per inserti vignettistici (Paul Conrad)
- 1967: Premio Pulitzer per inserti vignettistici (Pat Oliphant)
- 1984: Premio Pulitzer per la fotografia (Anthony Suau)
- 1986: Premio Pulitzer per una serie di "servizi pubblici" intenti al ritrovamento di alcuni bambini dispersi
- 2000: Premio Pulitzer Prize per la velocità di copertura informativa sul Massacro di Columbine.
- 2010: Premio Pulitzer alla fotografia (Craig F. Walker [1])
- 2011: Premio Pulitzer Prize per inserti vignettistici (Mike Keefe.[2])